# Wykładnia celowościowa
Wykładnia celowościowa (zwana inaczej: teleologiczną – od greckiego: telos, które oznacza cel – a dawniej także realną) – dąży do nadania interpretowanemu tekstowi prawnemu takiego znaczenia, jakie będzie odpowiadać celowi (sensowi, istocie, „duchowi”) zawartej w tym tekście regulacji prawnej.
W nieco innej wersji wykładnia celowościowa nakazuje wybrać spośród wielu możliwych znaczeń interpretowanego tekstowi prawnego takie znaczenie, jakie będzie w najwyższym stopniu odpowiadać celowi, jaki przyświeca temu tekstowi (jakie będzie w najwyższym stopniu ten cel realizować).
Cel regulacji prawnej to najczęściej jej ratio legis (po polsku: „uzasadnienie obowiązywania”). Może on polegać zarówno na chęci osiągnięcia lub utrwalenia danego stanu rzeczy, jak i doprowadzeniu do niezaistnienia lub zaprzestania trwania danego stanu rzeczy.
Cel regulacji prawnej może być:
- „obiektywny”
- „subiektywny”[1].

Celem subiektywnym danej regulacji prawnej jest cel, jaki chciał osiągnąć ten, kto tę regulację ustanowił, a więc tzw. rzeczywista intencja historycznego prawodawcy.
Celem obiektywnym danej regulacji prawnej jest cel, jaki dana regulacja prawna ma niezależnie od tego, co było, a co nie było zamiarem prawodawcy. Cel obiektywny bierze się na przykład z istoty danej regulacji prawnej, tego, co adresaci prawa od danej regulacji prawnej oczekują, lub sposobu, w jaki dana regulacja prawna jest w środowisku prawniczym postrzegana.
Celem obiektywnym jest również cel, jaki przypisujemy prawodawcy, z którym wiążemy pewne określone właściwości (nadajemy mu jakieś cechy, zwłaszcza idealizujące go), jak np. to, że dąży on w swojej działalności do ustanawiania prawa, jakie jest rozsądne, sprawiedliwe, zasadne w świetle aktualnego stanu wiedzy społecznej i empirycznej itp.
O celu subiektywnym danej regulacji prawnej dowiadujemy się głównie z preambuły lub tzw. motywów w przypadku unijnego prawa pochodnego, ewentualnie z innych postanowień danego aktu prawnego, oraz z tzw. materiałów przygotowawczych (fr. travaux préparatoires), a więc rządowego uzasadnienia projektu ustawy, rządowego projektu założeń projektu ustawy, sprawozdań z prac komisji parlamentarnych, protokołów i stenogramów z posiedzeń plenarnych, opinii ciał doradczych, z jakimi skonsultowano projekt danego aktu prawa stanowionego, oraz innych dokumentów, jakie zostały sporządzone w związku z procesem legislacyjnym. Ponadto możemy się go domyślać po tym, co było prawdopodobnym powodem ustanowienia danej regulacji prawnej, zwłaszcza patrząc po rodzajach problemów, jakie przed jej wprowadzeniem występowały w społeczeństwie i jakim chciano poprzez jej przyjęcie zaradzić.
O celu obiektywnym danej regulacji prawnej dowiadujemy się z uwarunkowań kulturalnych, społecznych, gospodarczych i politycznych danego społeczeństwa, a także poczucia tego, co uzasadnione, rozsądne i słuszne. Do jego ustalenia może posłużyć też zagłębianie się w samą naturę i istotę poszczególnych regulacji (instytucji) prawnych lub tego, czego one w świecie zewnętrznym (jakich zjawisk w tym świecie) dotyczą.
O celu obiektywnym, jaki przypisujemy prawodawcy, z którym wiążemy pewne określone właściwości, dowiadujemy się z konwencji, jaka została przyjęta w tym względzie w danym państwie (porządku prawnym). W Polsce odwołuje się tutaj do koncepcji tzw. racjonalnego prawodawcy (czy nawet doskonałego prawodawcy).
Cel, do jakiego odwołuje się wykładnia celowościowa, zarówno obiektywny, jak i subiektywny, może być też celem jednego tylko przepisu prawa lub precedensu sądowego, celem kilku przepisów prawnych lub precedensów sądowych, celem danej instytucji prawnej lub danego aktu prawnego, a nawet celem jakiejś bardziej jeszcze licznej grupy przepisów (aktów) prawnych czy wręcz celem całej gałęzi prawa lub całego systemu prawa. Jego stopień ogólności może być też różny, przy tym najmniej ogólny cel, jaki uzasadnia istnienie danej regulacji prawnej, może być uzasadniany przez cel bardziej od niego ogólny, który z kolei jest uzasadniany przez cel jeszcze bardziej ogólny i tak aż do celu, którego stopień ogólności jest najwyższy z możliwych.